# Malajski tigar
Malajski tigar (Panthera tigris jacksoni) je podvrsta tigra pred izumiranjem. Živi na Malajskom poluotoku. Sve do 2004. smatran je indokineskim tigrom, kad je genetička analiza ustvrdila da se radi o zasebnoj vrsti.

## Vanjske poveznice
- (engl.) Malajski tigar